# Felix Magath
Felix Magath (Aschaffenburg, 1953. július 26. –) német labdarúgóedző. Azon hat tréner egyike, akik megnyerték a Bundesligát játékosként és edzőként egyaránt. Az Eintracht Frankfurt edzőjeként a 2000–2001-es szezonban rekordot jelentő 35 különböző játékost küldött pályára. Ezt a 2011–2012-es kiírásban már idény közben túlszárnyalta.

## Játékoskarrierje

### 1960–1976
Magath 7 évesen kezdett el futballozni a VfR Nilkheim csapatában, majd 1964-ben az TV 1860 Aschaffenburg csapatához igazolt. Egészen 1972-ig itt játszott, majd 19 évesen az SV Viktoria Aschaffenburg igazolta le. Új csapatában két évet töltött el, a második év végén bajnokságot nyert, majd az 1. FC Saarbrückenhez igazolt. 1974. augusztus 2-án mutatkozott be a bajnokságban az SV Darmstadt 98 elleni mérkőzésen. Első gólját már a második fordulóban meglőtte az FC Bayern Hof ellenében. Ezt követte még 11 további találat a bajnokságban, a csapat pedig a 7. helyen végzett. Második saarbrückeni szezonja az elsőn is túltett. Magath megszerezte az első mesterhármasát (az FC Bayern Hof ellen), s végül 17 góllal zárta a szezont, csapata pedig az első helyen végzett. A középpályás remek teljesítményére felfigyelt az élvonalbeli Hamburg, és az 1976–1977-es szezont már a HSV-t erősítette.

### 1976–1986
A Hamburg csapatában játékos pályafutása végéig, azaz 1986-ig futballozott. Első hamburgi bajnokija egy 2-2-es Werder Bremen elleni mérkőzés volt. A szezont egy góllal zárta, amely egy VfL Bochum elleni győztes találkozón esett, klubja a 6. helyet szerezte meg. A KEK-ben azonban nagyon jól ment Magathnak, a 2. fordulóban duplázott a Hearts ellen, majd az elődöntőben csapata egyetlen idegenbeli gólját lőtte az Atletico Madrid kapujába, végül az RSC Anderlecht elleni döntőben is betalált, bebiztosítva ezzel a KEK-győzelmet jelentő 2-0-s végeredményt. A trófea megszerzésével a Hamburg az 1977-es UEFA-szuperkupa döntőben szerepelhetett, a Liverpool azonban idegenbeli 1-1 után hazai pályán 6-0 arányban győzött. Magath mindkét meccsen kezdett. Az 1977–1978-as szezonban már 4 találatot jegyzett, a Hamburg azonban a csalódást keltő 10. helyen végzett. Egy évvel később viszont bajnoki címet ünnepelhetett csapatával, Magath 4 góllal járult hozzá a sikerhez. Az első hely BEK-indulást jelentett, ahol a Valur, a Dinamo Tbiliszi, a Hajduk Split, majd a Real Madrid kiejtésével jutottak a döntőbe, de azt a Nottingham Forest nyerte meg. Magath az izlandi klub elleni mérkőzéseken még nem játszott, a többi meccsen viszont a pályán volt, a horvátok elleni visszavágón, illetve a Real Madriddal vívott két meccsen a csapatkapitányi karszalagot is viselhette. Az 1979–1980-as bajnokságban a Hamburg a Bayern München mögött csak második lett, így az UEFA-kupában vett részt a német csapat, ahol a 3. fordulóban estek ki a Michel Platinival felálló Saint-Étienne ellenében. A Bundesligában ebben az évadban is maradtak második helyen, ismét a Bayern München diadalmaskodott. Magath ebben a szezonban lőtte a legtöbb gólt, pontosan tízet. Az UEFA-kupában a döntőig jutott a Hamburg (Magath az elődöntőben gólt szerzett), ám a kupát az IFK Göteborg szerezte meg kettős győzelemmel. 1982-ben a Hamburg részt vett a meghívásos Santiago Bernabéu-kupán ahol az elődöntőben a Girondins Bordeaux csapatát győzték le 6-0 arányban (Magath szerezte az ötödik hamburgi gólt), a döntőben pedig a belga Standard Liége hajtott fejet Magathék előtt. A bajnokság hamburgi elsőséget hozott, ezt a szezont Magath nyolc góllal zárta. Az első helynek köszönhetően a csapat elindulhatott a BEK-ben, amely játékoskarrierje csúcspontjának mondható. Betalált a 2. fordulóban az Olympiakosz elleni visszavágón, valamint még egy találkozón: az ő gólja döntötte el az athéni finálét a Juventus ellen, így a Hamburg fennállása első (s idáig egyetlen) BEK/BL-trófeáját szerezte meg. Ráadásképpen a bajnokságban minden mérkőzésen szerepelt, négy góllal járult hozzá az újabb bajnoki címhez. A BL-győzelemnek köszönhetően a csapat az Interkontinentális Kupában játszhatott a Grémio ellen, ám a brazilok 2-1-re megverték a német csapatot. Magath a következő szezonban szinte lemásolja egyéni teljesítményét, a Hamburg azonban rosszabb gólkülönbségének köszönhetően a VfB Stuttgart mögött csak a második helyre futott be. A BEK-ben az 1. fordulóban nem kellett játszaniuk (az előző kiírás győzteseként kiemeltek voltak), a 2. fordulóban viszont már a Dinamo Bukarest kiejtette a címvédőt. Magath a nemzetközi porondon az UEFA kupában lőtte utolsó gólját, a CSZKA Szófia ellen. Utolsó előtti szezonjában ötödik, az utolsóban pedig hetedik helyen végzett csapatával.

### Válogatott

Az 1986-os vb-döntő kezdőcsapatai

A nemzeti "A" válogatottban a jugoszlávok ellen mutatkozott be 1977-ben. Ebben az évben még Uruguay ellen volt a csapat tagja, majd két évig egyáltalán nem játszott a nemzeti együttesben. 1980-ban viszont hat meccsen is szerepelt, valamint tagja volt az Eb-győztes válogatottnak, ráadásul ebben az évben meglőtte első gólját nemzeti színekben, Svájc ellen.1981-ben az NSZK mind a tizenegy mérkőzésén játszott, ebből nyolc győzelemmel, három pedig (az Argentína és a Brazília elleni két összecsapás) vereséggel zárult. Ebben az évben is szerzett gólt Magath, méghozzá az osztrákok elleni vb-selejtezőn. A vb-n 4 meccsen szerepelt, Algéria, Chile, Ausztria és Franciaország ellen. A csapat végül ezüstérmes lett, az olaszok lettek a világbajnokok. Az 1984-es Eb-keretnek nem volt a tagja, az 1986-os vb-n viszont ott volt, 5 meccsen (köztük a döntőn) is játszott, mely pályafutása utolsó válogatott mérkőzése volt. Utolsó válogatott gólját 1985-ben lőtte Máltának. 43 mérkőzésen 29-en nyert, négyen döntetlent játszott, 10 alkalommal pedig vereséget szenvedett a nemzeti együttes, amikor Magath is játszott. Ebből a 43 találkozóból 19 barátságos, 12 vb-selejtezős, 10 világbajnoki, kettő pedig Eb-selejtezős mérkőzés volt.

## Edzői karrierje
Magath visszavonulása után sem fordult el a labdarúgás világától. Még játékoskarrierje befejezésének évében vezetői beosztásban alkalmazta három évig a Hamburg, majd egy évig az 1. FC Saarbrücken, végül 1990 és 1992 között az SC Bayer 05 Uerdingen csapatánál dolgozott. Edzői karrierje a negyedosztályú FC Bremerhavennél indult el, ahol csak egy szezont töltött el, ám sikerült megnyernie csapatával a bajnokságot. 1993-ban visszatért a Hamburghoz, ahol a nagycsapat segédedzőjeként, illetve a második csapat vezetőedzőjeként tevékenykedett két szezon erejéig.

### Hamburger SV
1995. október 5-én menesztették az addigi vezetőedzőt Benno Möhlmannt, s a helyére Magath ülhetett le Első mérkőzésén trénerként 2-2-t ért el a TSV 1860 München ellen a 9. fordulóban, a Hamburg továbbra is nyeretlen volt. A következő fordulóban az első győzelem is megszületett az SC Freiburg 3-0-s legyőzésével. Volt klubját a 17. helyen vette át, s a szezon végéig egészen az ötödik helyig kormányozta. A remek teljesítménynek köszönhetően a Hamburg indulhatott az UEFA-kupában, ahol a 3. körben már búcsúzniuk kellett, útjukat az AS Monaco állta. A következő szezon már nem Magath elképzelése szerint alakult, a 32. fordulóban az 1. FC Köln elleni 4-0-s vereség után menesztették őt, helyét a szezon végéig Ralf Schehr vette át.

### 1. FC Nürnberg
Nem sokáig maradt állás nélkül Magath, 1997. szeptember 1-jén az 1. FC Nürnberg vezetőedzője lett. A 6. fordulóban vette át, az akkor másodosztályban játszó csapatot, s döntetlennel mutatkozott be új csapatánál. A szezon végére egészen a harmadik helyig vezette a klubot, s ezzel feljuttatta a nürnbergieket az első osztályba. Teljesítményével a Werder Bremen vezetőit meggyőzte, s a következő szezon 9. fordulójában már ő vezette a brémai csapatot.

### SV Werder Bremen
Az utolsó vette át a csapatot, de az edző nem váltotta meg a világot. A kieső helyről ugyan elmozdult a Werder, ám a 13. hely nem volt elegendő, így Magath nem maradhatott, sőt, már a 31. forduló után elküldték őt. Helyét az a Thomas Schaaf vette át, aki a mai napig a csapat vezetőedzője.

### Eintracht Frankfurt
1999. december 26-án Jörg Berger kirúgásával megüresedett az Eintracht Frankfurt kispadja, s a pozíció betöltésére Magathot találták a legalkalmasabbnak, aki élt is a lehetőséggel. A csapatot a Bundesliga utolsó helyén vette át, s a szezon végére sikerült elkerülni a csapattal a kiesést, a 14. hellyel Magath bebiztosította állását a következő szezonra is. A második szezonja kísértetiesen hasonlított a hamburgi időszakára: gyenge teljesítmény, nagy vereség a Köln ellen, menesztés. Utódja Rolf Dohmen lett a csapatnál.

### VfB Stuttgart
Magath szinte azonnal talált magának munkát élvonalbeli klubnál. A VfB Stuttgart csapatától távoznia kellett Ralf Rangnicknak, s a szezon 23. fordulójában már ő ült a kispadon. A csapatot a 15. helyig juttatta, a kiesést elkerülte a Stuttgarttal, így a következő szezonban is maradhatott. Első teljes szezonjában nyolcadik helyen, míg a 2002-2003-as évadban második helyen végzett, így a csapattal kiharcolta a BL-részvételt. A BL-ben a Manchester United mögött második helyen léptek tovább a csoportkörből, a nyolcaddöntőben a Chelsea ütötte el őket a továbbjutástól. Az utolsó stuttgarti szezonjában negyedik lett a csapattal, s a bajnokság végén szerződtette őt a legsikeresebb német labdarúgóklub, az FC Bayern München. Magath helyét a Stuttgartnál Matthias Sammer vette át.

### FC Bayern München
Mivel a Bayern a szezon végén második lett, így Magath BL-szereplő csapatot örökölt meg elődjétől, Ottmar Hitzfeldtől. Indításképp megnyerte a Ligakupát egy izgalmas mérkőzésen, 3-2 arányban legyőzve egyik korábbi csapatát, a Werder Brement. A BL-ben továbbjutott csapatával a csoportkörből, Magathot azonban ismét a Chelsea ejtette ki, ám ezúttal a negyeddöntőben. A bajnokságot remek teljesítménnyel nyerte meg a Bayern, 34-ből 24 meccset megnyerve. Ráadásképpen a német kupa is a klub vitrinjébe került, a Schalkét 2-1 arányban legyőzve. A következő szezonban duplázott Magath, a bajnoki cím, és a kupa is Bayern München-győzelemmel zárult. Nemzetközi szinten azonban ismét nem sikerült maradandót alkotnia, a német klub a nyolcaddöntőben elbúcsúzott a Milan ellen. Magath utolsó müncheni (fél)szezonja nem alakult túl jól, csapata 4. helyen állt, mikor 2007. január 31-én menesztették őt. Helyét éppen az a Hitzfeld vette át, akit 2004-ben Magath leváltott.

### VfL Wolfsburg

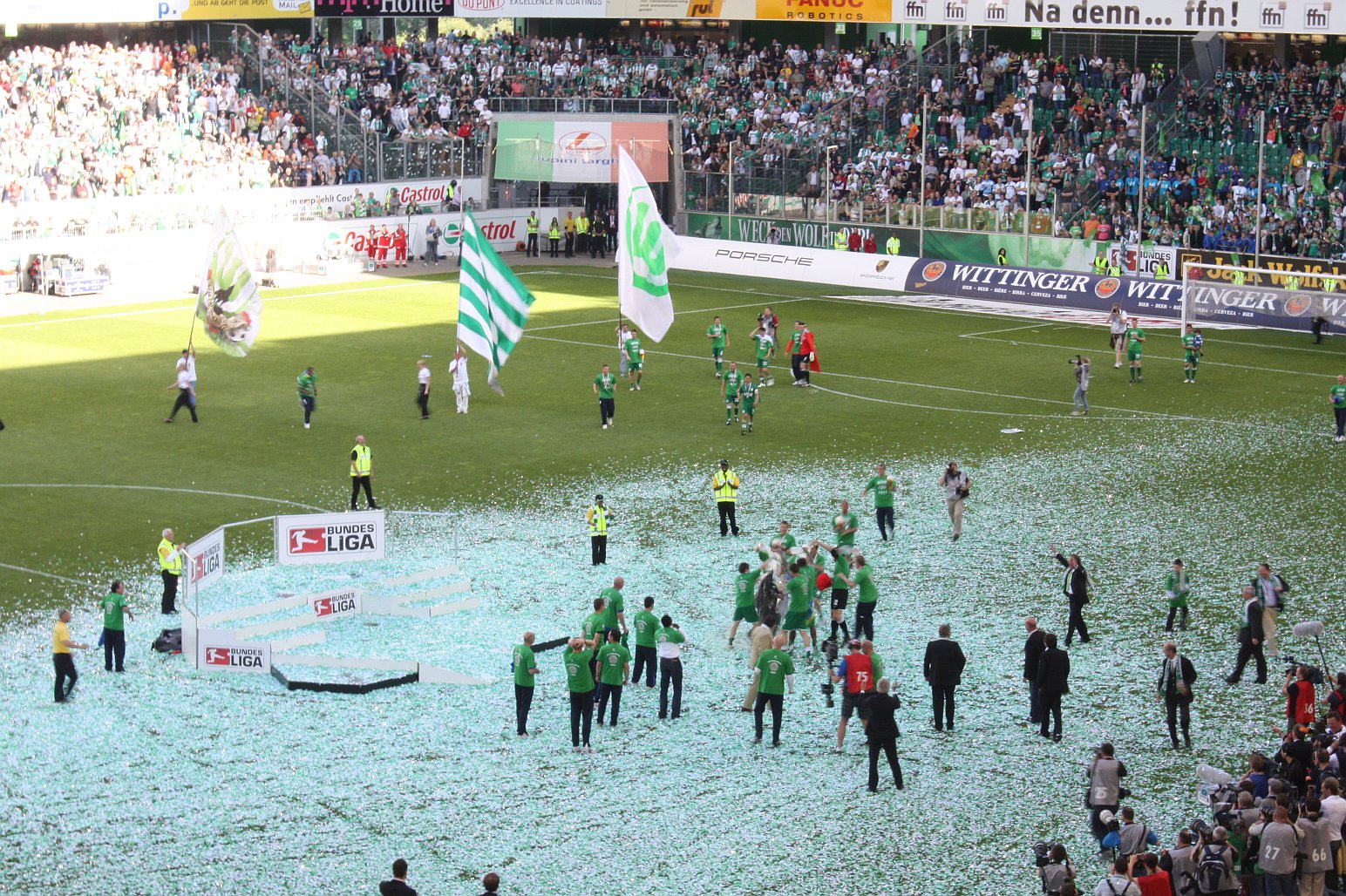
VfL Wolfsburg - A bajnoki cím elnyerése utáni ünneplés

Magath Klaus Augenthalert váltotta a VfL Wolfsburg kispadján, mivel Augenthaler csak a 15. helyet érte el a csapattal. Magath ezzel szemben első szezonjában 5. lett, kivívva ezzel az UEFA-kupában való részvételt. Az UEFA-kupában egészen jól szerepelt a csapat, csoportját megnyerte (többek között a Milant megelőzve), a PSG ejtette ki őket a sorozatból, az egyenes kieséses szakaszban. A bajnokságban azonban egészen hihetetlen teljesítményt nyújtott Magath csapata. A Wolfsburg ugyanis megnyerte a 2008-2009-es bajnokságot, 21 győzelemmel, 6 döntetlennel és 7 vereséggel. Grafite 28 góllal gólkirály lett, mögötte Edin Džeko 26 góllal zárt. Magath a bajnoki cím ellenére sem maradt a klubnál, a szezon végén a Schalke vezetőedzője lett.

### FC Schalke 04
Míg a Magath érkezése előtti szezonban a Schalke csak 8. lett, az új edző érkeztével szárnyakat kapott a csapat, s egészen a 2. helyig menetelt. A csapat így indulhatott a BL-ben, ahol várakozáson felül teljesített a Schalke, hiszen egészen az elődöntőig eljutott, ahol a Manchester United fosztotta meg a döntőtől a csapatot. Ekkor azonban már nem Magath volt az edző, a gyenge bajnoki szereplés miatt március 16-án kirúgták őt, ám 24 órán belül új álláshoz jutott: régi-új csapata, a VfL Wolfsburg szerződtette őt.

### VfL Wolfsburg
A 26. fordulóban kieső helyen álló klubot vett át elődjétől, a szezon végére azonban csodát tett Magath, hiszen a 15. helyet harcolta ki a Wolfsburggal, ezzel elkerülve a másodosztályt. Így a következő szezont is a farkasoknak becézett klubnál kezdte meg. A 2011–2012-es bajnokságban 8. helyen végzett csapatával, szerződését 2012 májusában 2015 júniusáig hosszabbították meg. 2012. október 25-én közös megegyezéssel elhagyta a klubot.

### Fulham
2014. február 14-én az angol Fulham 18 hónapra szerződtette. Ez volt az első klubja Németországon kívül. Szeptember 18-án elbocsájtották a klubtól, miután 11 mérkőzésen keresztül nem sikerült nyerniük. 4–4 győzelmet és döntetlen mellett 12 vereség volt a klub élén a mérlege.

### Santung Lüneng
Több klub ajánlatát is visszautasította, majd 2016. június 6-án a kínai Santung Lüneng irányítását vállalta el. A 2017-es szezon vége előtt elhagyta a klubot.

### Hertha BSC
2022. március 13-án a Hertha BSC menedzserének nevezték ki, Tayfun Korkutot váltotta.

## Debütánsok
Az alábbi nemzetközileg ismert játékosok Felix Magathnál szerepeltek először élvonalbeli bajnoki mérkőzésen:
| Felix Magath - Debütánsok | Felix Magath - Debütánsok | Felix Magath - Debütánsok     | Felix Magath - Debütánsok | Felix Magath - Debütánsok |
| szezon                    | játékos neve              | játékos kora                  | csapat                    | ellenfél                  |
| ------------------------- | ------------------------- | ----------------------------- | ------------------------- | ------------------------- |
| 1995–1996                 | Hasan Salihamidžić        | 19 éves, 2 hónapos, 7 napos   | Hamburger SV              | Fortuna Düsseldorf        |
| 2001–2002                 | Kevin Kurányi             | 19 éves, 4 hónapos, 26 napos  | VfB Stuttgart             | 1. FC Köln                |
| 2002–2003                 | Ioannis Amanatidis        | 20 éves, 8 hónapos, 14 napos  | VfB Stuttgart             | Hertha BSC                |
| 2003–2004                 | Philipp Lahm              | 19 éves, 8 hónapos, 22 napos  | VfB Stuttgart             | FC Hansa Rostock          |
| 2003–2004                 | Mario Gómez               | 18 éves, 9 hónapos, 29 napos  | VfB Stuttgart             | Hamburger SV              |
| 2004–2005                 | Paolo Guerrero            | 20 éves, 9 hónapos, 22 napos  | FC Bayern München         | FC Hansa Rostock          |
| 2009–2010                 | Carlos Zambrano           | 20 éves, 29 napos             | FC Schalke 04             | 1. FC Nürnberg            |
| 2009–2010                 | Lewis Holtby              | 18 éves, 10 hónapos, 20 napos | FC Schalke 04             | 1. FC Nürnberg            |
| 2009–2010                 | Joël Matip                | 18 éves, 2 hónapos, 30 napos  | FC Schalke 04             | FC Bayern München         |

## Díjak

### Játékosként
- 1. FC Saarbrücken:
  - Bundesliga 2: 1975–76
- Hamburger SV:
  - Bajnokcsapatok Európa-kupája: 1982–83
  - Bundesliga:[78] 1978–79, 1981–82, 1982–83
  - Kupagyőztesek Európa-kupája: 1976–77
  - UEFA-szuperkupa: 1977 (2. hely),[79] 1983 (2. hely)[80]
  - UEFA-kupadöntős: 1981–82
  - Trofeo Santiago Bernabéu: 1982

#### Válogatott
- NSZK:
  - Labdarúgó-Európa-bajnokság: 1980

### Edzőként
- VfB Stuttgart:
  - Intertotó-kupa: 2002[81]
- Bayern München:
  - Bundesliga: 2004–2005, 2005–2006
  - DFB-Pokal: 2004–2005, 2005–2006
  - DFB-Ligapokal: 2004[82]
- VfL Wolfsburg:
  - Bundesliga: 2008–2009

## Magánélete
Magath anyja német, apja pedig Puerto Ricó-i származású, aki az amerikai hadsereg katonája volt. Apja Felix születése után rövid idővel otthagyta családját, visszatért Puerto Ricóba. Első házasságából három gyermeke született, Janine, Viktoria, és Felix Konstantin. Második házasságát 2003-ban kötötte Nicolával, aki szintén három utóddal ajándékozta meg a sikeredzőt: Leonard 1998-ban, Raphael 2001-ben, Chiara pedig 2004-ben látta meg a napvilágot.

## Statisztikák
Az alábbi táblázatok a http://www.fussballdaten.de és a http://dfb.de adatai alapján készültek.

### Játékos statisztikák
| Felix Magath szezonjai | Felix Magath szezonjai | Felix Magath szezonjai | Felix Magath szezonjai |
| csapat                 | szezon                 | mérkőzés               | gólok                  |
| ---------------------- | ---------------------- | ---------------------- | ---------------------- |
| 1. FC Saarbrücken      | 1974–1975              | 38                     | 12                     |
| 1. FC Saarbrücken      | 1975–1976              | 38                     | 17                     |
| 1. FC Saarbrücken      | Összesen:              | 76                     | 29                     |
| Hamburger SV           | 1976–1977              | 30                     | 1                      |
| Hamburger SV           | 1977–1978              | 33                     | 4                      |
| Hamburger SV           | 1978–1979              | 21                     | 4                      |
| Hamburger SV           | 1979–1980              | 32                     | 5                      |
| Hamburger SV           | 1980–1981              | 33                     | 10                     |
| Hamburger SV           | 1981–1982              | 28                     | 8                      |
| Hamburger SV           | 1982–1983              | 34                     | 4                      |
| Hamburger SV           | 1983–1984              | 34                     | 5                      |
| Hamburger SV           | 1984–1985              | 32                     | 3                      |
| Hamburger SV           | 1985–1986              | 29                     | 2                      |
| Hamburger SV           | Összesen:              | 306                    | 46                     |
| NSZK                   | 1977                   | 2                      | 0                      |
| NSZK                   | 1978                   | 0                      | 0                      |
| NSZK                   | 1979                   | 0                      | 0                      |
| NSZK                   | 1980                   | 6                      | 1                      |
| NSZK                   | 1981                   | 11                     | 1                      |
| NSZK                   | 1982                   | 5                      | 0                      |
| NSZK                   | 1983                   | 0                      | 0                      |
| NSZK                   | 1984                   | 2                      | 0                      |
| NSZK                   | 1985                   | 8                      | 1                      |
| NSZK                   | 1986                   | 9                      | 0                      |
| NSZK                   | Összesen:              | 43                     | 3                      |

| Felix Magath bajnoki góljai - 1. FC Saarbrücken | Felix Magath bajnoki góljai - 1. FC Saarbrücken | Felix Magath bajnoki góljai - 1. FC Saarbrücken | Felix Magath bajnoki góljai - 1. FC Saarbrücken | Felix Magath bajnoki góljai - 1. FC Saarbrücken | Felix Magath bajnoki góljai - 1. FC Saarbrücken |
| sorszám                                         | szezon                                          | forduló                                         | eredmény módosulása                             | végeredmény                                     | ellenfél                                        |
| ----------------------------------------------- | ----------------------------------------------- | ----------------------------------------------- | ----------------------------------------------- | ----------------------------------------------- | ----------------------------------------------- |
| 1.                                              | 1974–1975                                       | 2.                                              | 1-1                                             | 1-1                                             | FC Bayern Hof                                   |
| 2.                                              | 1974–1975                                       | 5.                                              | 3-0                                             | 6-0                                             | FK Pirmasens                                    |
| 3.                                              | 1974–1975                                       | 5.                                              | 6-0                                             | 6-0                                             | FK Pirmasens                                    |
| 4.                                              | 1974–1975                                       | 6.                                              | 0-3                                             | 0-3                                             | Borussia Neunkirchen                            |
| 5.                                              | 1974–1975                                       | 8.                                              | 1-4                                             | 2-5                                             | Röchling Völklingen                             |
| 6.                                              | 1974–1975                                       | 11.                                             | 1-0                                             | 4-1                                             | SpVgg Bayreuth                                  |
| 7.                                              | 1974–1975                                       | 14.                                             | 2-1                                             | 2-2                                             | VfR Wormatia Worms                              |
| 8.                                              | 1974–1975                                       | 21.                                             | 2-0                                             | 2-1                                             | FC Bayern Hof                                   |
| 9.                                              | 1974–1975                                       | 28.                                             | 1-1                                             | 1-1                                             | SV Waldhof Mannheim                             |
| 10.                                             | 1974–1975                                       | 30.                                             | 2-2                                             | 2-2                                             | SpVgg Bayreuth                                  |
| 11.                                             | 1974–1975                                       | 31.                                             | 2-1                                             | 2-2                                             | 1. FSV Mainz 05                                 |
| 12.                                             | 1974–1975                                       | 32.                                             | 3-4                                             | 4-4                                             | VfR Heilbronn                                   |
| 13.                                             | 1975–1976                                       | 9.                                              | 3-0                                             | 5-1                                             | SpVgg Bayreuth                                  |
| 14.                                             | 1975–1976                                       | 9.                                              | 4-1                                             | 5-1                                             | SpVgg Bayreuth                                  |
| 15.                                             | 1975–1976                                       | 15.                                             | 1-0                                             | 3-0                                             | SV Darmstadt 98                                 |
| 16.                                             | 1975–1976                                       | 16.                                             | 2-2                                             | 3-2                                             | FC Schweinfurt 05                               |
| 17.                                             | 1975–1976                                       | 19.                                             | 1-0                                             | 1-0                                             | 1. FC Nürnberg                                  |
| 18.                                             | 1975–1976                                       | 20.                                             | 1-0                                             | 4-0                                             | VfB Stuttgart                                   |
| 19.                                             | 1975–1976                                       | 21.                                             | 0-1                                             | 3-4                                             | FC Bayern Hof                                   |
| 20.                                             | 1975–1976                                       | 21.                                             | 0-2                                             | 3-4                                             | FC Bayern Hof                                   |
| 21.                                             | 1975–1976                                       | 21.                                             | 3-4                                             | 3-4                                             | FC Bayern Hof                                   |
| 22.                                             | 1975–1976                                       | 22.                                             | 0-1                                             | 0-2                                             | FK Pirmasens                                    |
| 23.                                             | 1975–1976                                       | 22.                                             | 0-2                                             | 0-2                                             | FK Pirmasens                                    |
| 24.                                             | 1975–1976                                       | 23.                                             | 1-1                                             | 2-2                                             | Jahn Regensburg                                 |
| 25.                                             | 1975–1976                                       | 26.                                             | 0-1                                             | 1-2                                             | FC Augsburg                                     |
| 26.                                             | 1975–1976                                       | 29.                                             | 2-1                                             | 4-1                                             | SpVgg Fürth                                     |
| 27.                                             | 1975–1976                                       | 31.                                             | 1-1                                             | 1-1                                             | Röchling Völklingen                             |
| 28.                                             | 1975–1976                                       | 33.                                             | 1-0                                             | 3-1                                             | Sv Waldhof Mannheim                             |
| 29.                                             | 1975–1976                                       | 37.                                             | 1-0                                             | 3-0                                             | Eintracht Bad Kreuznach                         |

| Felix Magath bajnoki góljai - Hamburger SV | Felix Magath bajnoki góljai - Hamburger SV | Felix Magath bajnoki góljai - Hamburger SV | Felix Magath bajnoki góljai - Hamburger SV | Felix Magath bajnoki góljai - Hamburger SV | Felix Magath bajnoki góljai - Hamburger SV | Felix Magath bajnoki góljai - Hamburger SV | Felix Magath bajnoki góljai - Hamburger SV | Felix Magath bajnoki góljai - Hamburger SV | Felix Magath bajnoki góljai - Hamburger SV | Felix Magath bajnoki góljai - Hamburger SV | Felix Magath bajnoki góljai - Hamburger SV |
| sorszám                                    | szezon                                     | ford.                                      | eredmény módosulása                        | végeredmény                                | ellenfél                                   | sorszám                                    | szezon                                     | ford.                                      | eredmény módosulása                        | végeredmény                                | ellenfél                                   |
| ------------------------------------------ | ------------------------------------------ | ------------------------------------------ | ------------------------------------------ | ------------------------------------------ | ------------------------------------------ | ------------------------------------------ | ------------------------------------------ | ------------------------------------------ | ------------------------------------------ | ------------------------------------------ | ------------------------------------------ |
| 1.                                         | 1976–1977                                  | 34.                                        | 3-0                                        | 5-1                                        | VfL Bochum                                 | 24.                                        | 1980–1981                                  | 30.                                        | 1-2                                        | 1-2                                        | Bayer Leverkusen                           |
| 2.                                         | 1977–1978                                  | 2.                                         | 2-0                                        | 3-0                                        | TSV 1860 München                           | 25.                                        | 1981–1982                                  | 2.                                         | 0-1                                        | 1-1                                        | 1. FC Kaiserslautern                       |
| 3.                                         | 1977–1978                                  | 3.                                         | 0-1                                        | 0-2                                        | Eintracht Frankfurt                        | 26.                                        | 1981–1982                                  | 4.                                         | 0-2                                        | 0-3                                        | 1. FC Nürnberg                             |
| 4.                                         | 1977–1978                                  | 15.                                        | 2-1                                        | 2-1                                        | Borussia Dortmund                          | 27.                                        | 1981–1982                                  | 8.                                         | 3-0                                        | 7-0                                        | MSV Duisburg                               |
| 5.                                         | 1977–1978                                  | 23.                                        | 2-3                                        | 2-3                                        | FC St. Pauli                               | 28.                                        | 1981–1982                                  | 14.                                        | 2-0                                        | 6-1                                        | SV Darmstadt 98                            |
| 6.                                         | 1978–1979                                  | 5.                                         | 1-0                                        | 4-1                                        | Hertha BSC                                 | 29.                                        | 1981–1982                                  | 15.                                        | 3-2                                        | 3-2                                        | SV Werder Bremen                           |
| 7.                                         | 1978–1979                                  | 23.                                        | 6-0                                        | 6-0                                        | 1. FC Köln                                 | 30.                                        | 1981–1982                                  | 21.                                        | 4-0                                        | 6-1                                        | 1. FC Nürnberg                             |
| 8.                                         | 1978–1979                                  | 25.                                        | 2-0                                        | 3-0                                        | 1. FC Kaiserslautern                       | 31.                                        | 1981–1982                                  | 21.                                        | 5-0                                        | 6-1                                        | 1. FC Nürnberg                             |
| 9.                                         | 1978–1979                                  | 30.                                        | 3-0                                        | 3-0                                        | MSV Duisburg                               | 32.                                        | 1981–1982                                  | 32.                                        | 2-0                                        | 5-0                                        | SV Werder Bremen                           |
| 10.                                        | 1979–1980                                  | 1.                                         | 0-3                                        | 0-3                                        | VfL Bochum                                 | 33.                                        | 1982–1983                                  | 3.                                         | 0-1                                        | 0-6                                        | Fortuna Düsseldorf                         |
| 11.                                        | 1979–1980                                  | 28.                                        | 1-0                                        | 6-1                                        | TSV 1860 München                           | 34.                                        | 1982–1983                                  | 14.                                        | 1-1                                        | 1-1                                        | 1. FC Köln                                 |
| 12.                                        | 1979–1980                                  | 28.                                        | 3-1                                        | 6-1                                        | TSV 1860 München                           | 35.                                        | 1982–1983                                  | 17.                                        | 1-0                                        | 6-2                                        | FC Schalke 04                              |
| 13.                                        | 1979–1980                                  | 28.                                        | 4-1                                        | 6-1                                        | TSV 1860 München                           | 36.                                        | 1982–1983                                  | 29.                                        | 2-0                                        | 2-0                                        | VfB Stuttgart                              |
| 14.                                        | 1979–1980                                  | 29.                                        | 0-1                                        | 2-2                                        | Borussia Dortmund                          | 37.                                        | 1983–1984                                  | 13.                                        | 2-1                                        | 2-2                                        | 1. FC Köln                                 |
| 15.                                        | 1980–1981                                  | 3.                                         | 3-0                                        | 3-2                                        | 1. FC Kaiserslautern                       | 38.                                        | 1983–1984                                  | 23.                                        | 4-2                                        | 5-2                                        | Fortuna Düsseldorf                         |
| 16.                                        | 1980–1981                                  | 11.                                        | 6-0                                        | 7-1                                        | FC Schalke 04                              | 39.                                        | 1983–1984                                  | 24.                                        | 0-2                                        | 0-4                                        | Kickers Offenbach                          |
| 17.                                        | 1980–1981                                  | 13.                                        | 1-0                                        | 2-0                                        | Bayer Leverkusen                           | 40.                                        | 1983–1984                                  | 25.                                        | 4-0                                        | 4-0                                        | SV Werder Bremen                           |
| 18.                                        | 1980–1981                                  | 15.                                        | 1-1                                        | 3-1                                        | Karlsruher SC                              | 41.                                        | 1983–1984                                  | 27.                                        | 2-3                                        | 2-3                                        | SV Waldhof Mannheim                        |
| 19.                                        | 1980–1981                                  | 16.                                        | 4-1                                        | 4-1                                        | TSV 1860 München                           | 42.                                        | 1984–1985                                  | 1.                                         | 1-2                                        | 1-2                                        | Borussia Dortmund                          |
| 20.                                        | 1980–1981                                  | 19.                                        | 1-0                                        | 1-0                                        | 1. FC Nürnberg                             | 43.                                        | 1984–1985                                  | 24.                                        | 2-0                                        | 5-0                                        | Eintracht Braunschweig                     |
| 21.                                        | 1980–1981                                  | 23.                                        | 2-0                                        | 2-1                                        | Borussia Mönchengladbach                   | 44.                                        | 1984–1985                                  | 26.                                        | 1-0                                        | 2-0                                        | SV Werder Bremen                           |
| 22.                                        | 1980–1981                                  | 25.                                        | 1-0                                        | 2-2                                        | FC Bayern München                          | 45.                                        | 1985–1986                                  | 1.                                         | 3-1                                        | 4-1                                        | 1. FC Kaiserslautern                       |
| 23.                                        | 1980–1981                                  | 29.                                        | 1-0                                        | 4-1                                        | Arminia Bielefeld                          | 46.                                        | 1985–1986                                  | 5.                                         | 1-0                                        | 4-1                                        | Borussia Mönchengladbach                   |

| Felix Magath góljai a Német-labdarúgókupában - Hamburger SV | Felix Magath góljai a Német-labdarúgókupában - Hamburger SV | Felix Magath góljai a Német-labdarúgókupában - Hamburger SV | Felix Magath góljai a Német-labdarúgókupában - Hamburger SV | Felix Magath góljai a Német-labdarúgókupában - Hamburger SV | Felix Magath góljai a Német-labdarúgókupában - Hamburger SV |
| sorszám                                                     | szezon                                                      | forduló                                                     | eredmény módosulása                                         | végeredmény                                                 | ellenfél                                                    |
| ----------------------------------------------------------- | ----------------------------------------------------------- | ----------------------------------------------------------- | ----------------------------------------------------------- | ----------------------------------------------------------- | ----------------------------------------------------------- |
| 1.                                                          | 1977–1978                                                   | 2.                                                          | 0-1                                                         | 1-4                                                         | 1. FSV Mainz 05                                             |
| 2.                                                          | 1977–1978                                                   | 2.                                                          | 1-3                                                         | 1-4                                                         | 1. FSV Mainz 05                                             |
| 3.                                                          | 1979–1980                                                   | 1.                                                          | 4-0                                                         | 6-0                                                         | FC 1908 Villingen                                           |
| 4.                                                          | 1980–1981                                                   | 1.                                                          | 1-0                                                         | 11-1                                                        | VfR Wormatia Worms                                          |
| 5.                                                          | 1980–1981                                                   | 1.                                                          | 7-0                                                         | 11-1                                                        | VfR Wormatia Worms                                          |
| 6.                                                          | 1980–1981                                                   | negyeddöntő                                                 | 0-1                                                         | 4-3                                                         | Eintracht Braunschweig                                      |
| 7.                                                          | 1981–1982                                                   | 1.                                                          | 1-3                                                         | 1-5                                                         | Stuttgarter Kickers                                         |
| 8.                                                          | 1983–1984                                                   | 1.                                                          | 4-0                                                         | 4-1                                                         | Borussia Dortmund                                           |

| Felix Magath válogatott góljai - NSZK | Felix Magath válogatott góljai - NSZK | Felix Magath válogatott góljai - NSZK | Felix Magath válogatott góljai - NSZK |
| év                                    | eredmény módosulása                   | végeredmény                           | ellenfél                              |
| ------------------------------------- | ------------------------------------- | ------------------------------------- | ------------------------------------- |
| 1980                                  | 0-2                                   | 2-3                                   | Svájc                                 |
| 1981                                  | 1-2                                   | 1-3                                   | Ausztria                              |
| 1985                                  | 2-0                                   | 6-0                                   | Málta                                 |

| Felix Magath nemzetközi kupagóljai - Hamburger SV | Felix Magath nemzetközi kupagóljai - Hamburger SV | Felix Magath nemzetközi kupagóljai - Hamburger SV | Felix Magath nemzetközi kupagóljai - Hamburger SV | Felix Magath nemzetközi kupagóljai - Hamburger SV | Felix Magath nemzetközi kupagóljai - Hamburger SV | Felix Magath nemzetközi kupagóljai - Hamburger SV |
| sorszám                                           | szezon                                            | sorozat                                           | forduló                                           | eredmény módosulása                               | végeredmény                                       | ellenfél                                          |
| ------------------------------------------------- | ------------------------------------------------- | ------------------------------------------------- | ------------------------------------------------- | ------------------------------------------------- | ------------------------------------------------- | ------------------------------------------------- |
| 1.                                                | 1976–1977                                         | KEK                                               | nyolcaddöntő                                      | 0-2                                               | 1-4                                               | Heart of Midlothian                               |
| 2.                                                | 1976–1977                                         | KEK                                               | nyolcaddöntő                                      | 1-4                                               | 1-4                                               | Heart of Midlothian                               |
| 3.                                                | 1976–1977                                         | KEK                                               | elődöntő                                          | 1-1                                               | 3-1                                               | Atlético Madrid                                   |
| 4.                                                | 1976–1977                                         | KEK                                               | döntő                                             | 2-0                                               | 2-0                                               | RSC Anderlecht                                    |
| 5.                                                | 1977–1978                                         | KEK                                               | 1.                                                | 1-3                                               | 2-5                                               | Lahden Reipas                                     |
| 6.                                                | 1981–1982                                         | UEFA-kupa                                         | elődöntő                                          | 5-0                                               | 5-1                                               | Radnički Niš                                      |
| 7.                                                | 1982–1983                                         | BEK                                               | nyolcaddöntő                                      | 0-1                                               | 0-4                                               | Olympiakosz                                       |
| 8.                                                | 1982–1983                                         | BEK                                               | döntő                                             | 1-0                                               | 1-0                                               | Juventus                                          |
| 9.                                                | 1984–1985                                         | UEFA-kupa                                         | 2.                                                | 3-0                                               | 4-0                                               | CSZKA Szófia                                      |

### Edzői statisztikák
| Felix Magath bajnoki statisztikái edzőként | Felix Magath bajnoki statisztikái edzőként | Felix Magath bajnoki statisztikái edzőként | Felix Magath bajnoki statisztikái edzőként | Felix Magath bajnoki statisztikái edzőként | Felix Magath bajnoki statisztikái edzőként | Felix Magath bajnoki statisztikái edzőként | Felix Magath bajnoki statisztikái edzőként | Felix Magath bajnoki statisztikái edzőként |
| szezon                                     | csapat                                     | mérkőzés                                   | győzelem                                   | döntetlen                                  | vereség                                    | lőtt gól                                   | kapott gól                                 | gólkülönbség                               |
| ------------------------------------------ | ------------------------------------------ | ------------------------------------------ | ------------------------------------------ | ------------------------------------------ | ------------------------------------------ | ------------------------------------------ | ------------------------------------------ | ------------------------------------------ |
| 1995–1996                                  | Hamburger SV                               | 26                                         | 12                                         | 8                                          | 6                                          | 40                                         | 33                                         | +7                                         |
| 1996–1997                                  | Hamburger SV                               | 32                                         | 9                                          | 10                                         | 13                                         | 43                                         | 58                                         | -15                                        |
| 1997–1998                                  | 1. FC Nürnberg                             | 34                                         | 17                                         | 8                                          | 9                                          | 52                                         | 35                                         | +17                                        |
| 1998–1999                                  | SV Werder Bremen                           | 23                                         | 7                                          | 7                                          | 9                                          | 23                                         | 28                                         | -5                                         |
| 1999–2000                                  | Eintracht Frankfurt                        | 17                                         | 9                                          | 3                                          | 5                                          | 25                                         | 17                                         | +8                                         |
| 2000–2001                                  | Eintracht Frankfurt                        | 19                                         | 6                                          | 2                                          | 11                                         | 23                                         | 36                                         | -13                                        |
| 2000–2001                                  | VfB Stuttgart                              | 12                                         | 4                                          | 5                                          | 3                                          | 11                                         | 12                                         | -1                                         |
| 2001–2002                                  | VfB Stuttgart                              | 34                                         | 13                                         | 11                                         | 10                                         | 47                                         | 43                                         | +4                                         |
| 2002–2003                                  | VfB Stuttgart                              | 34                                         | 17                                         | 8                                          | 9                                          | 53                                         | 39                                         | +14                                        |
| 2003–2004                                  | VfB Stuttgart                              | 34                                         | 18                                         | 10                                         | 6                                          | 52                                         | 24                                         | +28                                        |
| 2004–2005                                  | FC Bayern München                          | 34                                         | 24                                         | 5                                          | 5                                          | 75                                         | 33                                         | +42                                        |
| 2005–2006                                  | FC Bayern München                          | 34                                         | 22                                         | 9                                          | 3                                          | 67                                         | 32                                         | +35                                        |
| 2006–2007                                  | FC Bayern München                          | 19                                         | 10                                         | 4                                          | 5                                          | 32                                         | 22                                         | +10                                        |
| 2007–2008                                  | VfL Wolfsburg                              | 34                                         | 15                                         | 9                                          | 10                                         | 58                                         | 46                                         | +12                                        |
| 2008–2009                                  | VfL Wolfsburg                              | 34                                         | 21                                         | 6                                          | 7                                          | 80                                         | 41                                         | +39                                        |
| 2009–2010                                  | FC Schalke 04                              | 34                                         | 19                                         | 8                                          | 7                                          | 53                                         | 31                                         | +22                                        |
| 2010–2011                                  | FC Schalke 04                              | 26                                         | 9                                          | 6                                          | 11                                         | 31                                         | 31                                         | 0                                          |
| 2010–2011                                  | VfL Wolfsburg                              | 8                                          | 3                                          | 3                                          | 2                                          | 13                                         | 9                                          | +4                                         |
| 2011–2012                                  | VfL Wolfsburg                              | 34                                         | 13                                         | 5                                          | 16                                         | 47                                         | 60                                         | -13                                        |
| Összesen:                                  | Összesen:                                  | 522                                        | 248                                        | 127                                        | 147                                        | 825                                        | 630                                        | +195                                       |